# Jeff Stryker
Jeff Stryker (Carmi, 21 augustus 1962) is een Amerikaanse pornoacteur die meespeelt in homo-, bi- en heteroseksuele pornofilms. 

## Carrière
Jeff Stryker (eigenlijk: Charles Casper Peyton) staat voornamelijk bekend als acteur in homoseksuele pornofilms, hoewel Jamie Loves Jeff een van de best verkochte heterofilms aller tijden is. Stryker beschouwt zichzelf als seksueel "universeel".
Naast pornofilms heeft hij ook in andere films gespeeld, onder andere in de in 1989 geproduceerde Italiaanse horrorfilm After Death (Revenge of the Zombies), waar hij op de aftiteling staat als Chuck Peyton. Ook speelde hij in Can I Be Your Bratwurst Please? en Dirty Love.

## Merchandise
Jeff Stryker staat bekend vanwege de omvang van zijn geslachtsdeel, en hij was de eerste wiens lid als dildo op de markt gebracht werd. Tot Strykers ongenoegen was het rubberen exemplaar 2,5 cm langer dan het origineel. Het is nog steeds een van de meest verkochte dildo's ter wereld.
Stryker heeft ook een cd uitgegeven met countrymuziek (Wild Buck), en op zijn pornografische video Bigger Than Life voert hij een rocksong uit met dezelfde titel.
Daarnaast bestaat er nog een lijn van kalenders, speelkaarten, T-shirts, wenskaarten, glijmiddel en een actiepop.

## Videografie (selectie)

### Gay
- Jeff Stryker Does Hard Time 2001
- Stryker 2000 solo
- Powertool: Tenth Anniversary Edition 1998
- Jeff Stryker’s Underground 1997
- Santa’s Cummin’! 1996 solo
- J.S. Big Time 1995
- Stryker Force 1995
- The Tease 1994 solo
- 10 Plus 1992 solo
- 10 Plus Volume 2 1992 solo
- Busted 1991
- In Hot Pursuit 1991
- Just You & Me 1990 solo
- On the Rocks 1990
- The Look 1987
- In Hot Pursuit 1987
- Powerfull 2 1987
- Bigger Than Life  1986

### Hetero- en biseksueel
- Stryker/Ryker in "RAW" (heteroseksueel)
- Stryker’s Best Powerful Sex (homoseksueel)
- Jamie Loves Jeff (heteroseksueel)
- cummin together (heteroseksueel)
- Dreaming of you (heteroseksueel)
- Heiress (heteroseksueel)
- Jamie Loves Jeff 2 (heteroseksueel)
- cyberstud" (heteroseksueel)
- strykers favorite sexual positions (heteroseksueel)
- Milk and Honey (heteroseksueel)
- Take Me (heteroseksueel)
- How to Enlarge your Penis (Heteroseksueel)
- The Rebel (heteroseksueel)
- The Giant (heteroseksueel)
- In Your Wildest Dreams (heteroseksueel)
- The Switch is On (biseksueel)
- Every Which Way (biseksueel)

### Anders
- Can I Be Your Bratwurst, please (non-porno) door Rosa von Praunheim 1999
- How to Enlarge Your Penis 1993
- Jeff Stryker’s Favorite Sexual Positions 1992
- After Death oftewel Zombie 4: After Death (non-porno) 1988

- Bibsys: 90674441
- Gemeinsame Normdatei: 1062210980
- International Standard Name Identifier: 0000 0000 3923 581X
- Library of Congress Control Number: no93021382
- Nationale Bibliotheek van Israël: 987007270543605171
- Virtual International Authority File: 66042832
- WorldCat: E39PBJxMmrWdJdRYgBbFYQqxXd